# Ateleopus japonicus
Espèce
Statut de conservation UICN

 LC  : Préoccupation mineure
Ateleopus japonicus est un poisson Ateleopodiformes.

## Référence
- Bleeker, 1853 : Nalezingen op de ichthyologie van Japan. Verhandelingen van het Bataviaasch Genootschap van Kunsten en Wettenschappen 25 pp 1-56.